# Предмјержице на Лаби
Предмјержице на Лаби (чеш. Předměřice nad Labem) је насељено мјесто са административним статусом сеоске општине (чеш. obec) у округу Храдец Кралове, у Краловехрадечком крају, Чешка Република.

## Становништво
Према подацима о броју становника из 2014. године насеље је имало 1.889 становника.